# Епархия Таунсвилла
 Епархия Таунсвилла  (лат. Dioecesis Tovnsvillensis) — епархия Римско-Католической церкви с центром в городе Таунсвилл, Австралия. Епархия Таунсвилла входит в митрополию Брисбена. Кафедральным собором епархии Таунсвилла является собор Святейшего Сердца Иисуса.

## История
12 февраля 1930 года Римский папа Пий XI выпустил буллу «Ecclesiarum in orbe», которой учредил епархию Таунсвилла, выделив её из епархии Рокгемптона.

## Ординарии епархии
- епископ Terence Bernard McGuire (12.02.1930 — 14.06.1938) — назначен епископом Гоулбёрна;
- епископ Hugo Edward Ryan (13.07.1938 — 14.09.1967);
- епископ Leonard Anthony Faulkner (14.09.1967 — 2.09.1983) — назначен вспомогательным архиепископом архиепархии Аделаиды;
- епископ Raymond Conway Benjamin (14.02.1984 — 18.04.2000);
- епископ Michael Ernest Putney (24.01.2001 — † 28.03.2014);
  - Sede Vacante

## Источник
- Annuario Pontificio, Libreria Editrice Vaticana, Città del Vaticano, 2003, ISBN 88-209-7422-3
- Булла Ecclesiarum in orbe, AAS 22 (1930), стр. 312  (лат.)